# Siboniso Cele
Siboniso Cele, né le 23 mars 1985 à Pietermaritzburg, est un céiste sud-africain pratiquant le slalom.

## Carrière
Il est médaillé d'argent en C1 et en C2 avec Jabulani Mofokeng aux Championnats d'Afrique de slalom 2009 à Cradock. Il remporte la médaille d'or en C1 aux Championnats d'Afrique de slalom 2012 à Bethlehem.
Il participe aux Jeux olympiques d'été de 2008 à Pékin.